# Chris de Burgh
Christopher John Davison (Venado Tuerto, 1948. október 15. –), művésznevén Chris de Burgh brit-ír énekes-dalszerző és zenész (gitáros, zongorista).

## Pályafutása
Art rock előadóként kezdte pályafutását, később azonban a populárisabb zene irányába tolódott. Habár az Egyesült Királyságban és az USA-ban is kerültek fel dalai a top 40-es slágerlistákra, leginkább Brazíliában és Norvégiában számít sikeres előadónak. Legnagyobb slágere az 1986-os "The Lady in Red" szerelmes dal, amely számos országban listavezető volt. De Burgh több mint 45 millió albumot adott el világszerte.

## Diszkográfia

### Stúdióalbumok
- Far Beyond These Castle Walls (1974)
- Spanish Train and Other Stories (1975)
- At the End of a Perfect Day (1977)
- Crusader (1979)
- Eastern Wind (1980)
- The Getaway (1982)
- Man on the Line (1984)
- Into the Light (1986)
- Flying Colours (1988)
- Power of Ten (1992)
- This Way Up (1994)
- Quiet Revolution (1999)
- Timing Is Everything (2002)
- The Road to Freedom (2004)
- The Storyman (2006)
- Footsteps (2008)
- Moonfleet & Other Stories (2010)
- Footsteps 2 (2011)
- Home (2012)
- The Hands of Man (2014)
- A Better World (2016)
- The Legend of Robin Hood (2021)